# Ера змін (срібна монета)
«Е́ра змін» — пам'ятна срібна монета номіналом 5 гривень, випущена Національним банком України. Присвячена науці — найважливішому чиннику технічного та соціально-культурного прогресу, невід'ємній складовій духовної культури людства, яке вступило в епоху інформації.
Весь тираж монети входить до набору «До 100-річчя Національної академії наук України», разом з 3 іншими монетами: «Людина, час, простір», «Ера технологій», «Ера миру».
Монету введено в обіг 14 листопада 2018 року. Вона належить до серії «Інші монети».
У щорічному конкурсі «Найкраща монета року України» набору присуджено перемогу в номінаціях «Найкраща монета року» та «Найкраще розкриття теми» за 2018 рік.

## Опис монети та характеристики
| Номінал грн. | Метал           | Маса, г | Діаметр, мм | Якість виготовлення       | Гурт    | Тираж, штук |
| ------------ | --------------- | ------- | ----------- | ------------------------- | ------- | ----------- |
| 5            | срібло (Ag 999) | 15,55   | шестигранна | спеціальний анциркулейтед | гладкий | 4 000       |

### Аверс
На аверсі монети `Ера змін` розміщено: ліворуч: рік карбування монети «2018», малий Державний Герб України та написи «UKRAINE/УКРАЇНА» (вертикально); праворуч — номінал монети «П'ЯТЬ ГРИВЕНЬ», позначення металу, маси монети в чистоті — «Ag 999» «15,55» (вертикально) та логотип Банкнотно-монетного двору Національного банку України (унизу); угорі на тлі стилізованих людських силуетів графічно зображено спіраль часу — символ еволюції, розвитку, безперервності руху, життєвої сили, який зустрічається ще з часів трипільської культури, під якою стилізовану композицію — на коричневому тлі (використано тамподрук), заповненому мікросхемами, зображення людського мозку (локальна позолота).

### Реверс
На реверсі монети розміщено: на тлі мікросхем композицію: на чорному тлі зображено кольоровий давній 'символ Інь-Ян' (використано тамподрук), під яким архаїчне колесо — символ сонця, життєвого циклу, оновлення, мінливості, у центрі якого — атом, що символізує досягнення науки і техніки; вертикальні написи: «THE ERA OF CHANGES» (ліворуч) та «ЕРА ЗМІН» (праворуч).

## Автори

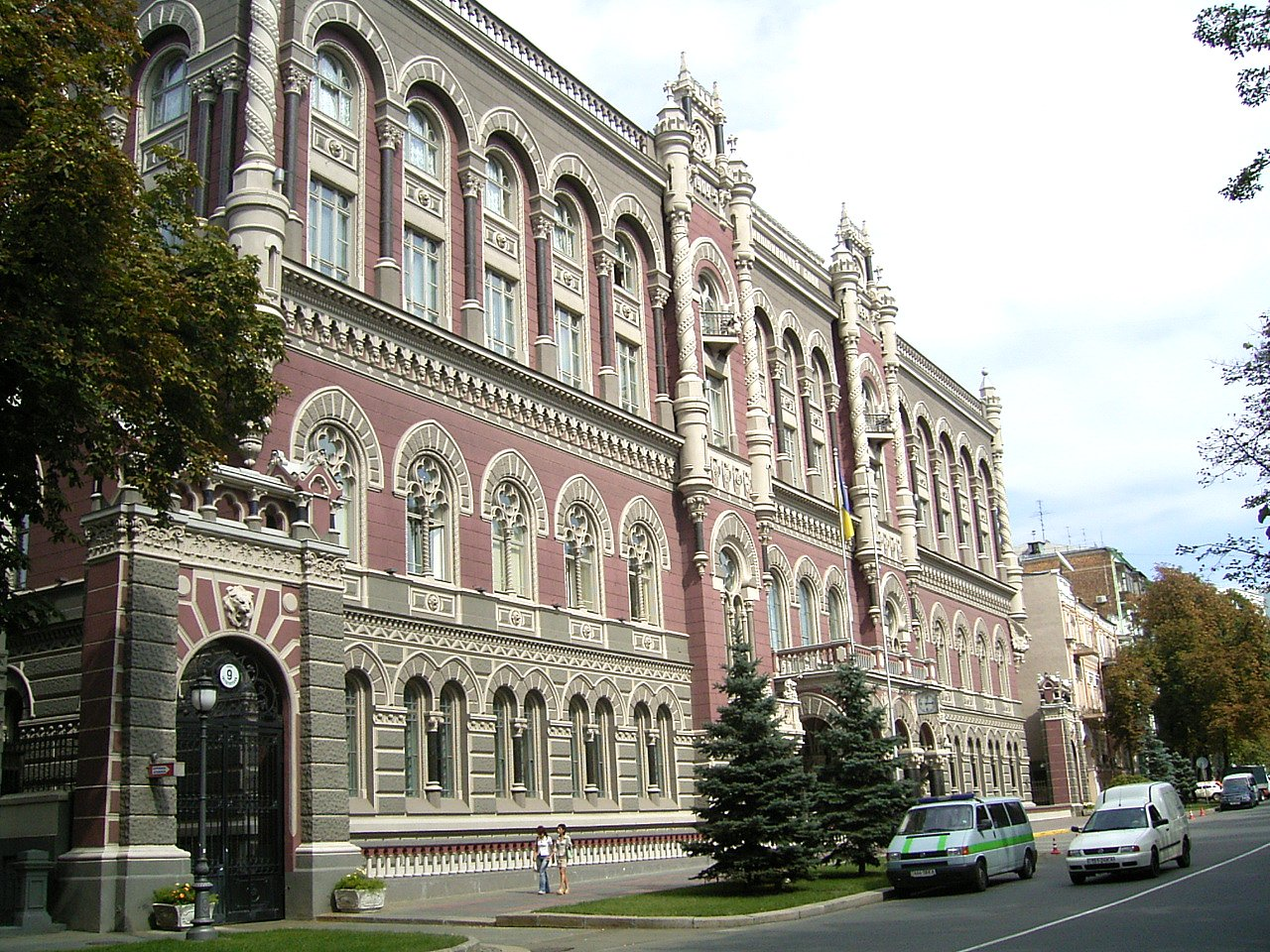
Будівля Національного банку України

- Художники: Таран Володимир, Харук Олександр, Харук Сергій.
- Скульптори: Атаманчук Володимир (аверс), Андріянов Віталій (реверс).

## Вартість монети
Під час введення монети в обіг 2018 року, Національний банк України реалізовував монету за ціною 620 гривень.
Фактична приблизна вартість монети, з роками змінювалася так:
| Рік        | 2019 | 2020 | 2021  | 2022  | 2023  | 2024  | 2025  |
| ---------- | ---- | ---- | ----- | ----- | ----- | ----- | ----- |
| Ціна, грн. | 780  | 790  | 1 200 | 2 000 | 3 400 | 4 250 | 4 650 |